# Jean-François Borel
Jean-François Borel  (* 4. Juli 1933 in Antwerpen, Belgien; † 2. Juli 2025 (unbestätigt ) in Arlesheim, Schweiz) war ein belgischer Mikrobiologe und Immunologe, der als einer der Entdecker von Ciclosporin gilt.
Borel studierte an der Universität Antwerpen und der ETH Zürich, wo er 1964 in immunologischer Genetik promoviert wurde. Danach war er am Schweizer Forschungsinstitut für Medizin. Ab 1970 war er in den Forschungslaboratorien von Sandoz in Basel.
1972 war Borel an der Entdeckung der immununterdrückenden Wirkung von Ciclosporin (bei Sandoz Sandimmun genannt) beteiligt, das bei Sandoz 1971 aus einem Pilz isoliert wurde, den ein Sandoz-Angestellter aus dem Urlaub in Norwegen mitbrachte. Das Screening-Programm bei Sandoz wurde zuvor von K. Saameli (und Stähelin) und die immunologischen Testverfahren von S. Lazary entwickelt. Anfangs wurde ein Einsatz als Antibiotikum erwogen. Als man erkannte, dass die Substanz nur auf die T-Zellen wirkte und damit Potential in der Transplantationsmedizin hatte, erregte Borel 1976 auf einem Kongress in London große Aufmerksamkeit. In der Praxis der Organtransplantation wurde der neue Wirkstoff 1977 durch den britischen Chirurgen Roy Yorke Calne erprobt.
1983 wurde Borel Vizepräsident der Pharmasparte von Sandoz (das spätere Novartis). Seit 1981 war er Professor für Immunopharmakologie an der Universität Bern.
Beteiligt an der Entdeckung und Entwicklung war auch Hartmann Stähelin, der Leiter der Pharmakologischen Abteilung bei Sandoz, zu der die Immunologische Abteilung gehörte, und es gab später einen Disput über die jeweiligen Anteile an der Entdeckung.
1986 erhielt Borel den Gairdner Foundation International Award, 1993 den InBev-Baillet Latour Health Prize, 1984 den Cloëtta-Preis und 1987 der Paul-Ehrlich-und-Ludwig-Darmstaedter-Preis. 1991 wurde er Ehrendoktor in Basel.